# Dysharmonie psychotique
Vous lisez un « bon article » labellisé en 2017.
Pour des articles plus généraux, voir Trouble envahissant du développement et Trouble du spectre de l'autisme.
La dysharmonie psychotique est un diagnostic médical (plus précisément une entité nosographique) en pédopsychiatrie, défini en France en 1966, réservé à des enfants et adolescents ayant un développement « dysharmonique et hétérogène ». Le nom de dysharmonie évolutive est quant à lui employé pour les enfants ou adolescents qui ne présentent pas de fonctionnement psychotique ou névrotique organisé de façon régulière. L'un des aspects centraux des dysharmonies est la réversibilité potentielle de ce trouble au cours du développement de l'enfant. L'appellation de « dysharmonie psychotique » (DP) ne fait pas consensus parmi les spécialistes.
Selon les critères de la Classification française des troubles mentaux de l'enfant et de l'adolescent (CFTMEA), les enfants de fonctionnement DP présentent souvent des angoisses, une dépression, un retard du développement psychomoteur et des particularités ou un retard du langage. Des précocités sont possibles dans certains domaines, ces enfants et adolescents sont généralement capables de suivre une scolarité en milieu ordinaire et susceptibles d'une évolution favorable. Il existe cependant des cas de changements et d'évolutions de diagnostics vers l'autisme infantile ou la psychose déficitaire.
D'inspiration psychanalytique, le concept de dysharmonie est défini dans les années 1960 et 1970 par le pédopsychiatre et psychanalyste français Roger Misès. Il présente une proximité nette avec la « prépsychose » de l'enfant, théorisée principalement par René Diatkine. Après une large diffusion dans L'Information psychiatrique et une reconnaissance de la clinique pédopsychiatrique française, une catégorie nosographique est officiellement créée par Misès sous le nom de dysharmonie psychotique (DP) dans la CFTMEA, en 1987. Ce diagnostic est toujours considéré comme valide dans la révision 2020 de la CFTMEA. Le concept de dysharmonie psychotique a été rapproché de celui de « dysharmonie multiple et complexe du développement », défini par le psychiatre américain D. J. Cohen en 1986. Il est absent des classifications nosographiques internationales, et n'est reconnu ni par l'Organisation mondiale de la santé, ni par l'Association américaine de psychiatrie, ni par la Haute Autorité de santé. La CIM-10 classe cette pathologie comme un trouble envahissant du développement non spécifié.
La DP concerne environ 30 % des enfants diagnostiqués avec troubles envahissants du développement dans les établissements de soins français. Le psychiatre Laurent Mottron et le chercheur cognitiviste Franck Ramus critiquent ce diagnostic souvent posé au détriment d'autres qui sont reconnus par la communauté scientifique internationale, et présents dans les classifications CIM-10 et DSM-V : les troubles du spectre de l'autisme et le syndrome d'Asperger. Cette spécificité française crée une différence qualitative concernant les données épidémiologiques de l'autisme entre la France et d'autres pays latins, d'une part, et les pays qui s'appuient sur les classifications internationales, d'autre part. Le diagnostic de dysharmonie psychotique, considéré comme obsolète, reste essentiellement d'usage en pédopsychiatrie d'orientation psychanalytique. Les sources gouvernementales françaises officielles le considèrent comme non-validé par la science.

## Terminologie
Avant son inclusion dans la classification française des troubles mentaux de l'enfant et de l'adolescent (CFTMEA), l'entité nosographique correspondant à la dysharmonie psychotique a été décrite sous différents noms, en particulier ceux de « prépsychose » (R. Diatkine), de « parapsychose » (J. L. Lang), et de « psychose symbiotique » (M. Mahler). Elle est considérée comme un équivalent de la notion de « troubles complexes et multiples du développement ». Si la CFTMEA contient un descriptif pour la seule dysharmonie psychotique, dans la pratique clinique, deux formes sont décrites, la dysharmonie (de structure) psychotique et la dysharmonie évolutive. Le nom de « dysharmonie évolutive » est employé lorsque la dysharmonie a une « allure plus névrotique ou caractérielle, ou personnalité de surface ». Les dysharmonies ont été reliées à la notion controversée d'état limite chez l'enfant et l'adolescent.

## Définition et tableau clinique
Le concept de développement dysharmonique renvoie à une perte ou une non-intégration du développement « harmonieux », mais sans régression massive et sans retard intellectuel.
Dans la définition qu'en fournit Roger Misès, la dysharmonie psychotique (DP) est une pathologie limite centrée sur « une faille narcissique et une insécurité fondamentale », avec « une angoisse massive d'abandon ». Une dépression, des angoisses archaïques et des difficultés d'identification sexuelle y sont fréquemment associées. Un retard du développement psychomoteur est souvent observé, ainsi que des troubles du comportement, de la relation aux autres et de la communication, entraînant des difficultés d'intégration scolaire. La DP se définit par des perturbations dans différents domaines : cognitif, émotionnel, et social, avec des hypersensibilités sensorielles (ouïe notamment), et des troubles du langage.
La psychiatre-psychanalyste Claire Squires précise : « Ainsi dénommées par la négative, ni psychose, ni névrose, les dysharmonies sont par essence une entité frontière sur le plan symptomatique mais aussi sur le plan étiopathogénique ou sur le plan de la construction psychique de l’enfant. Elles semblent révéler, par leur aspect kaléidoscopique, l’essence même du fonctionnement psychique de l’enfant [...] ». D'après Philippe Mazet, des précocités sont repérées dans certains cas, en particulier « dans le domaine intellectuel avec des intérêts et des compétences dans un secteur tout à fait inhabituel, compte tenu de l’âge ». Ainsi, le psychomotricien-psychanalyste Jérôme Boutinaud souligne que « la notion de dysharmonie porte dans son essence même autant d'avantages que d'inconvénients ». Cependant, la dysharmonie (de structure) psychotique décrite dans la CFTMEA s'envisage sous l'angle d'un processus psychopathologique, de type psychotique.
D'après une définition récente (2011), « l’analyse psychopathologique révèle des éléments psychotiques sous une symptomatologie incluant des retards et des dysharmonies des acquisitions psychomotrices et cognitives, associées à des troubles du comportement ». Les enfants et adolescents concernés peuvent être « très dysharmoniques » et [de comportements] hétérogènes. Jacques Hochmann parle de symptomatologie polymorphe, « associant ou alternant des éléments de retrait et d’inhibition avec des éléments d’excitation et d’instabilité ». Il note que les enfants concernés paraissent étranges pour leur entourage, en raison de « capacités cognitives et adaptatives en damier », pouvant être « de bon niveau dans certains secteurs particulièrement investis et médiocres dans d’autres ». L'expression de ce trouble est donc variable et plus ou moins sévère, mais les éléments communs centraux dans les critères de diagnostic sont une « menace de rupture avec le réel, des affects d'une extrême crudité avec tendance au débordement de la pensée, des angoisses massives et une prédominance d'une relation duelle ».

### Modalités relationnelles
Parmi les critères diagnostiques, il existe des troubles du comportement, de la relation aux autres et de la communication, entraînant des difficultés d'intégration scolaire. Ces troubles de la relation aux autres se manifestent par de l'évitement, du désintérêt, un manque d'empathie, soit, autrement formulé, un retrait relationnel et un « manque d'ouverture au monde extérieur ».
Une étude publiée fin 2010, à propos du ressenti des émotions par les enfants DP, conclut qu'ils ressentent les émotions positives, et que le ressenti de la joie « enrayerait l’émergence des représentations associées au vécu de cette émotion chez l’enfant présentant une dysharmonie psychotique ». D'après Claire Squires, les enfants dysharmoniques ont souvent subi « des carences, des abus, des difficultés liées aux circonstances de la naissance comme une souffrance fœtale ou une prématurité importante ».

### Développement psychomoteur
Un retard du développement psychomoteur est souvent observé. Dans le domaine tonico-posturo-moteur, il peut exister des hypotonies, des hypertonies, ou un retard moteur, en particulier dans « certains acquis sensori-moteurs ».

### Troubles du langage et de la pensée
Des particularités du langage sont souvent mentionnées dans la description de la dysharmonie psychotique. D'après le professeur de psychologie Yves Chagnon, une dysphasie est possible. D'après Xavier Giraut, il peut y avoir un retard du langage, cependant la linguiste Laurence Beaud et le psychologue Clément De Guibert estiment qu'une dysharmonie psychotique « est mieux caractérisée par un langage qui n’est pas tardif mais insolite, qui est prolixe (« tourbillon de mots ») mais confus », avec « des associations rapides et singulières, des néologismes », un grand nombre de détails, et une déstructuration intermittente. Ils notent également que « la communication est recherchée, mais confuse et insolite, l'enfant exprime des préoccupations liées à l'envahissement et la fragmentation ». Le langage peut être irrationnel, mais sans idées délirantes. Il existe aussi des cas de mutisme sélectif associés à une DP.

### Organisation psychique

D'après les théories de la pédopsychiatrie psychanalytique, l'objet transitionnel (2) joue un rôle dans la relation entre la mère (a) et l'enfant (b), après la période d'illusion (1).

Roger Misès attribue les particularités d'organisation psychique des personnes avec dysharmonie psychotique à un soi précaire. Il cite des « fondements précaires de l'organisation mentale », avec organisation prévalente du Narcissisme primaire, échec dans la transitionnalité, et des angoisses archaïques de type angoisse de mort. Il observe aussi des angoisses de castration. D'après le psychanalyste Pierre Ferrari, professeur honoraire de pédopsychiatrie, ancien chef de service hospitalier à la Fondation Vallée, la dysharmonie psychotique se différencie de l'autisme infantile par « une rupture avec la réalité moins massive », des angoisses persécutrices et dépressives, et une imagination incohérente, avec une forte charge émotionnelle. Une « incapacité à distinguer réalité et vie intérieure imaginaire » est possible.
Jacques Hochmann souligne « le maintien de certaines fixations archaïques sur l’usage de la bouche, du tact ou de l’odorat », et surtout des « angoisses massives qui peuvent prendre l’aspect de phobies localisées ou généralisées vis-à-vis du monde extérieur ou d’inquiétudes portant sur l’intégrité corporelle, parfois contrôlées par des mécanismes de type obsessionnel ». D'après lui, « ces angoisses sont favorisées par une infiltration de la réalité par un imaginaire souvent cru qui, projeté sur les objets environnants, maintient l’immersion dans un univers peu rassurant sinon terrifiant ». Pour Bernard Golse, la DP se situe dans un registre « non-névrotique et non-psychotique qui ouvre ainsi toute la délicate problématique chez l’enfant, des problématiques dites pré ou para-psychotiques ». Claire Squires observe « un Moi fragile, une omnipotence persistance, et des difficultés à appréhender la symbolisation » : « l’enfant n’a pas pu expérimenter l’illusion que donnent les objets transitionnels ».
Une étude sur 13 enfants DP avec un groupe témoin conclut que l'image du corps est perturbée chez les enfants DP, qui utilisent peu de références sensorielles, ont des difficultés à se positionner par rapport au corps connu, et font des confusions dedans-dehors. Elle en conclut à un « investissement régressif de l'enveloppe corporelle et sa vulnérabilité ». Il existe aussi une étude de cas sur une adolescente dysharmonique à « troubles narcissiques graves », qui a fait l'objet d'une approche corporelle par massages pour permettre la « rencontre des éléments corporels de la composition du narcissisme et des contenants de pensée archaïques ».

### Hypothèses étiologiques
D'après Jacques Hochmann, « Ce diagnostic n’implique aucune prise de position étiologique univoque », mais s'envisage dans la perspective d'une interaction entre facteurs neurobiologiques et environnementaux, notamment épigénétiques, dans un processus évolutif. D'après le professeur et chef de service en psychiatrie Philippe Mazet, il n'existe aucune atteinte cérébrale lésionnelle associée. Il ajoute que « la notion de dysharmonie précoce du développement met l’accent sur le fait que l’ensemble du fonctionnement psychique et les relations de l’enfant sont affectés par ce déséquilibre et qu’ils s’organisent plus ou moins partiellement à partir de celui-ci ».
Roger Misès estimait (en 1995) qu'une défaillance de la mère dans son « rôle de pare-excitations » entraîne une difficulté à intérioriser ce lien, un débordement pulsionnel et une tension intérieure qui empêchent les enfants et adolescents de fonctionnement DP « d'organiser leur vie mentale ».

## Histoire

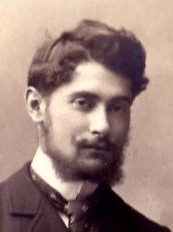
Henri Wallon avant 1940.

Le concept d'organisation dysharmonique chez l'enfant a été abordé par Henri Wallon dès 1948,. Roger Misès définit des critères diagnostiques pendant son suivi d'enfants à la Fondation Vallée, institution de soins en pédopsychiatrie qu'il a profondément réformée à partir des années 1950. C'est dans le cadre de sa pratique avec son équipe pluridisciplinaire de professionnels de la santé mentale d'orientation psychanalytique qu'il définit la dysharmonie psychotique, afin de différencier « ce qui est de l'ordre du déficit justiciable d'une pédagogie et d'une rééducation adaptée », de ce qui est de l'ordre des « réactions défensives justiciables d'un soin ». Par rapport à l'autisme infantile de Kanner, la dysharmonie psychotique est vue comme un « processus psychotique exprimé plus tardivement », et « susceptible d'une réintégration parfois complète ». Misès clarifie le concept de dysharmonie évolutive dans les années 1960 et 1970, soutenant que les enfants concernés, ni névrotiques ni psychotiques, sont pris dans des processus évolutifs et dynamiques avec modes de défenses et d’adaptation diversifiés tenant à la psychose, à la névrose, ou à la psychopathie.
La base de ses observations aboutit à une classification entre trois catégories principales (reprises plus tard dans la CFTMEA) : autisme typique ou atypique, psychose déficitaire, et dysharmonie psychotique. Il individualise les « dysharmonies psychotiques » (DP) en 1966, en tant que formes de psychoses. Il publie ses observations à propos de la DP avec M. Horassius, dans la Revue de Neuropsychiatrie infantile, en 1973.

### Concept de psychose symbiotique
Margaret Mahler théorise la psychose symbiotique en 1952, par distinction de l'autisme ; cette notion apparait aussi chez M. Furer jusqu'en 1963. Il s'agit d'une persistance de fusion de l’enfant avec sa mère, les symptômes apparaissant durant la seconde année, particulièrement au moment du complexe d’Oedipe. D'après cette théorie, l'abandon de la fusion symbiotique avec la mère déclenche une angoisse massive d’annihilation et une désorganisation de la personnalité, avec perte de langage et apparition de symptômes psychotiques. 
La notion de psychose symbiotique n'est pas reprise dans le DSM III ni dans la CIM-10, et disparait aux États-Unis ; en revanche, elle est incluse un temps dans la classification française et reste mentionnée en Europe. En 2017, Bernard Golse y fait référence pour désigner une « pathologie ne relevant pas de l'autisme ».

### Concept de prépsychose
Parallèlement, le concept de prépsychose apparaît dans la littérature psychiatrique française. Il concerne un risque de réorganisation psychotique à l’adolescence, une évolution psychotique à l’âge adulte sans que l’enfant soit nécessairement psychotique. Ce concept est introduit par Serge Lebovici et René Diatkine, en 1963. C'est essentiellement R. Diatkine qui le théorise. D'après lui, le risque psychotique apparaît « chaque fois que l’élaboration par le Moi de la relation objectale est défaillante », et que l'équilibre entre les processus primaires et secondaires est fragilisé. Pour lui, « le terme de prépsychose, qui n’indique en aucune façon une ressemblance plus ou moins floue avec les psychoses, mais bien une éventualité pronostique, est ici préférable à celui d'« état limite », plus justifié à propos d’adultes organisés de façon plus stable ». Il divise ces prépsychoses en deux sous-groupes :
- le premier comprend des structures franchement psychotiques dès l’enfance, bien que parfois la symptomatologie en soit discrète ;
- le second groupe comprend des enfants dont le fonctionnement mental peut paraître très voisin des structures névrotiques ou des organisations défensives de type caractériel, mais une observation prolongée et la pratique thérapeutique montrent qu’il n’en est rien.

### Reconnaissance des dysharmonies
En 1973, Julian de Ajuriaguerra décrit une dysharmonie d’évolution chez l'enfant parmi les désorganisations fonctionnelles, dans le Manuel de psychiatrie de l’enfant, par un décalage d’une entité partielle qui dépasse ou est en retard par rapport aux autres, et peut entraîner [...] une perturbation dans l’ensemble de l’organisation de la personnalité. J.-L. Lang approfondit la notion de dysharmonie d’évolution en 1977 et 1978, en « soulignant encore l’aspect de déséquilibre qu’entraînent ces décalages fonctionnels et le poids qu’ils ont sur l’organisation de la personnalité »,. Après une publication dans L'Information psychiatrique, la dysharmonie de l'enfant est considérée (en 1978) comme ayant toute sa place dans la clinique pédopsychiatrique française. Misès souligne qu'elle est bien acceptée par les praticiens. D'après le pédopsychiatre Dominique Sauvage, la dysharmonie psychotique, ou prépsychose, est vue comme un état limite des psychoses infantiles. Dans les années 1980, le diagnostic d'autisme est réservé aux enfants considérés comme ayant les formes les plus graves de psychoses infantiles. Les enfants qui seraient décrits dans d'autres pays comme ayant un autisme à haut niveau de fonctionnement reçoivent le plus souvent un diagnostic de dysharmonie psychotique, ou de dysharmonie évolutive, afin de souligner leur possibilité d'évolution.
En 1989, L. Kreisler définit la dysharmonie du bébé, qui est plus tard reconnue dans le DSM-III et la CIM-10. Il s'agit d'un concept différent de la dysharmonie psychotique définie par Misès, laquelle concerne des enfants plus âgés.

### Convergences
En 1983, Isabelle Rapin et D. A. Allen suggèrent un rapprochement entre le syndrome sémantique pragmatique (une catégorie nosographique ambigüe), la schizophrénie infantile, et le « langage psychotique ». En 1997, une convergence est trouvée entre la DP et la Dysharmonie multiple et complexe du développement (MCDD, en anglais multiple complex developmental disorders), définie en 1986 par le psychiatre américain David J. Cohen, exerçant à Yale.
La linguiste Laurence Beaud et le psychologue Clément de Guibert plaident en 2009 pour un rapprochement entre le syndrome sémantique-pragmatique et la dysharmonie psychotique. Ils rapprochent également le concept de dysharmonie psychotique avec celui d'« autisme atypique avec envahissement par l’imaginaire », cité par le pédopsychiatre franco-canadien Michel Lemay.

## Procédure de diagnostic
D'après Claude Bursztejn, J.-P. Raynaud et Roger Misès, les dysharmonies psychotiques ont « d’indéniables particularités cliniques ». Les premiers signes sont généralement repérés vers 3 ou 4 ans. Les parents, un membre de l'entourage de l'enfant ou les pédiatres remarquent le plus souvent ces premiers signes ou symptômes menant à une consultation et au diagnostic, des difficultés d'adaptation et d'apprentissage, et des troubles du développement. Les signes sont généralement repérés plus tard que dans l'autisme infantile de Kanner, et se caractérisent essentiellement par une évolution dysharmonique,,. Un test de dessin de l'arbre, de la maison et de la personne permettrait de différencier les enfants DP sur la base du critère des difficultés relationnelles. Le diagnostic est très généralement posé avant 6 ans.

## Diagnostic différentiel
Le diagnostic de DP est conçu pour se démarquer à la fois de l'autisme et de la schizophrénie infantile, mais d'après Mario Speranza, Jean-Louis Goëb, Michel Botbol et Bernard Golse, il existe une possibilité d'évolution vers une schizophrénie infantile à l'adolescence,,. Il arrive aussi que des enfants changent de diagnostic en fonction de leur évolution, passant par exemple de la psychose déficitaire ou de l'autisme infantile à la dysharmonie psychotique, ou vice-versa. Il existe un risque de confusion avec le diagnostic de trouble de déficit de l'attention et l'hyperactivité chez l'enfant,.

## Épidémiologie
Environ 30 % des diagnostics appartenant au groupe « Autisme, psychoses précoces » dans la CFTMEA en 2010 sont des dysharmonies psychotiques,.

## Pronostic et accompagnement

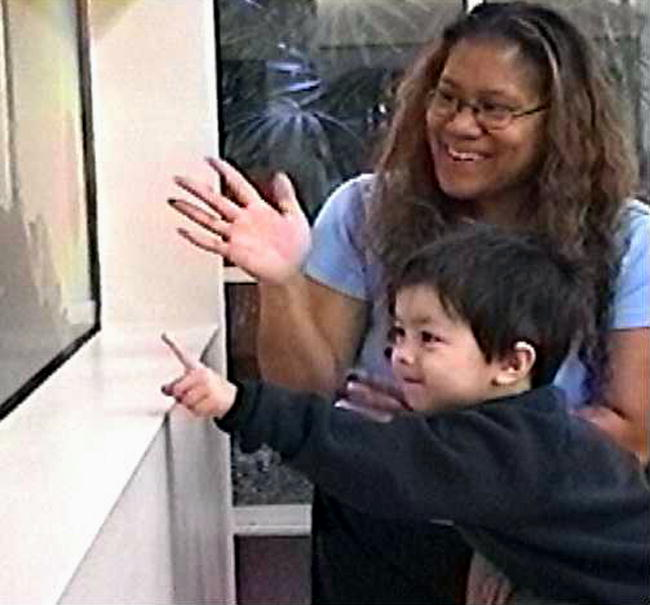
Un accompagnement adapté d'enfant DP ou autiste est souvent associé à une diminution des troubles observés.

Le pronostic est généralement plus favorable que pour une psychose déficitaire. D'après le pédopsychiatre et psychanalyste Xavier Giraut, les enfants et adolescents de fonctionnement DP peuvent évoluer favorablement . Les interventions adaptées sont, d'après Claude Bursztejn, J.-P. Raynaud et Roger Misés, susceptibles de mener à une réintégration complète. Les pédopsychiatres Alain Philippe, Jean-Pierre Thévenot et Françoise Casadebaig observent que les enfants diagnostiqués avec un autisme infantile ont de grandes difficultés et sont très souvent déscolarisés, alors que les dysharmoniques ont « beaucoup moins d'incapacités », et sont le plus souvent capables de suivre une scolarité en milieu ordinaire. Cependant, il existe des tableaux d'apparence déficitaire qui « interdisent une scolarisation dans une classe ordinaire de l'Éducation nationale ».
Les études centrées sur la DP sont peu nombreuses, du fait de la spécificité française de ce diagnostic. Un suivi mené sur une classe d'école maternelle thérapeutique (CMT) créée en 1992 à Bruxelles a permis de constater que les enfants diagnostiqués avec une dysharmonie d'évolution sont le plus souvent capables de suivre une scolarité en milieu ordinaire, et « s’améliorent de façon spectaculaire après un trimestre de scolarité au sein de la CMT, sans adjonction d’une prise en charge spécialisée ». Le suivi de ces enfants sur quinze ans montre cependant qu'une forte proportion d'entre eux a connu une « aggravation des affects dépressifs ajoutés aux failles narcissiques », que l'étude attribue à des « conditions d'environnement défectueuses et donc, à la difficulté pour ces enfants de trouver des étayages nécessaires à leur construction psychique ». L'étude ajoute que quelques-uns ont évolué vers une déficience mentale, mais en conclut que la place des enfants DP est dans une structure d'apprentissage, plutôt qu'en hôpital psychiatrique.
Une étude sur deux « cas typiques » ayant connu une évolution favorable grâce à leur potentiel intellectuel, et leur faculté d'adaptation et de contrôle, conclut à une « adaptation sociale satisfaisante ». Une étude de cas publiée en 2003 (sur un seul enfant) fait valoir qu'une psychothérapie individuelle et un accueil en hôpital de jour ont permis « une pensée plus souple, un discours plus fluide et plus cohérent, et un contact avec la réalité de meilleure qualité même si l'adaptation est fragilisée par la proximité de fantasmes agressifs qui déstabilisent encore les processus cognitifs et la maturation psychique ». Par ailleurs, une autre étude publiée en 2003 par M. Berger et A. Ferrant soutient que la psychothérapie psychanalytique a sa place dans l'accompagnement des enfants DP. Un suivi d'art-thérapie sur une jeune fille DP soutient que l'atelier proposé l'a rendue « moins agressive, plus réceptive à ses émotions et plus ouverte au monde extérieur ».

## Différences culturelles dans les définitions et classifications
En France et dans d'autres pays latins, il existe de fortes divergences quant à la façon de définir et de classifier les troubles envahissants du développement, auxquels la dysharmonie psychotique est rattachée. Les raisons de ces divergences sont historiques et théoriques.

### Classifications internationales et classification française
Sur un plan théorique, selon les systèmes internationaux CIM-10 et le Manuel diagnostique et statistique des troubles mentaux (DSM), les troubles envahissants du développement sont décrits par leurs manifestations symptomatiques qui traduisent une altération du développement. Les théories de la psychanalyse leur attribuent des causes psychodynamiques : c'est la perspective de la classification française des troubles mentaux de l'enfant et de l'adolescent (CFTMEA, classification de Misès). Les auteurs français parlent dans ce contexte théorique de « dysharmonies psychotiques », qu'ils classent parmi les « états psychotiques de l'enfant », en les différenciant explicitement des psychoses précoces, de l'autisme et des psychoses déficitaires. Or, ce point de vue théorique n'est pas validé scientifiquement et ne fait pas l'objet de consensus. Les données scientifiques suggèrent que les troubles envahissants du développement sont de nature neurologique et génétique, plutôt que psychodynamique.
La classification nosologique d'inspiration psychanalytique propre à la France a été créée en 1987, par opposition à l'approche de la classification américaine (le DSM) et de la classification de l'Organisation mondiale de la santé (la CIM). La dysharmonie psychotique (DP) n'existe donc ni dans la CIM-10, ni dans le DSM,,. La DP est l'une des deux sous-catégories originales de la CFTMEA, avec la psychose déficitaire. Des tentatives visent (au moins depuis 2005) à faire reconnaître la DP dans les classifications nosologiques internationales. La Société Française de Psychiatrie de l'Enfant et de l'Adolescent a envoyé une demande à l'Association américaine de psychiatrie pour intégrer le Multiplex Developmental Disorder (MDD) dans le DSM-V, mais cette demande n'a pas abouti,. De même, les orientations prises par la CIM-10 ont « assuré l’élimination des dysharmonies psychotiques ». La plupart des pays anglo-saxons ont abandonné l'usage du concept de psychose infantile. À ce titre, la France représente une exception : « la France où l’ordre socioculturel est historiquement inscrit comme le berceau de l’approche psychodynamique, persiste à utiliser des variantes du terme de psychose infantile, comme la dysharmonie psychotique, pour désigner une maladie psychique spécifique ». Les psychiatres français soutiennent cette approche en raison « des symptômes issus d’une souffrance psychique et ne pouvant guère être confondus avec les effets secondaires d’un désordre biologique ».

### En France
Les dysharmonies psychotiques sont individualisées en 1966 en France. Dans l'édition 1988 de la CFTMEA, la dysharmonie psychotique est classée dans la rubrique « Autisme et troubles psychotiques » en 1.03, parmi les « états psychotiques de l'enfant ». La révision de 2000 la voit passer en quatrième position, celle de 2010 la classe parmi les troubles envahissants du développement - psychoses précoces, sous l'intitulé de « Dysharmonie multiple et complexe du développement (MCDD) », sous-titré « Dysharmonie psychotique ». Cet intitulé provient du rapprochement avec la notion de « dysharmonie multiple et complexe du développement » de Cohen,,. Pour la révision de 2012, le mot « psychoses précoces » est ôté de la description des TED, cependant, la plupart des pédopsychiatres souhaitent conserver la catégorie des « dysharmonies psychotiques » en 1.04, « en raison de sa fréquence, de son originalité et de son ancrage dans la clinique pédopsychiatrique en France ». La révision de 2012 retient une équivalence avec la « dysharmonie multiple et complexe du développement », afin « d’écarter la référence immédiate à la psychose ». La dysharmonie évolutive est rattachée aux pathologies limites.
Les recommandations françaises de diagnostic clinique de l'autisme ne valident pas cette approche. Ainsi, celles établies en 2005 valorisent « les seules manifestations qui sont immédiatement objectivables ». Les professionnels de santé mentale français favorables à l'approche psychodynamique de l'autisme s'opposent à ces orientations. Roger Misès explique « l'ostracisme ainsi manifesté à l'égard des dysharmonies psychotiques » par « les pressions exercées par les pouvoirs publics et par des associations de parents afin d’assurer une prééminence absolue aux concepts d’autisme et de TED selon les critères du DSM et de la CIM-10 ».
De même, le dossier technique de la caisse nationale de solidarité pour l'autonomie précise que la proposition de description de la dysharmonie psychotique est « non encore validée ». Pour l'état des connaissances publié en 2010 concernant l'autisme, la Haute Autorité de santé (HAS) a précisé que les descriptions de MDD et de DP ne sont « pas encore validées ». En 2015, la psychiatre-psychanalyste Claire Squires précise que « les dysharmonies de l’enfant sont intégrées aux troubles du spectre autistique ».

### Mise en correspondance
Dans le cadre de la mise en correspondance entre la CIM-10 et la CFTMEA, il a été proposé aux professionnels de santé français de coder les diagnostics de dysharmonie psychotique en trouble envahissant du développement non spécifié (TED-NS) ou en « autre trouble envahissant du développement » (autre TED),. Le pédopsychiatre-psychanalyste Xavier Giraut note que cela tend à faire disparaître la catégorie des enfants et adolescents « psychotiques » dans les classifications des établissements de santé français, et s'oppose à cette conséquence. Charles Aussilloux et Lise Barthélémy notent que des équivalences peuvent être trouvées dans certains cas avec le syndrome d'Asperger, et dans d'autres cas avec les troubles envahissants du développement, y compris non spécifiés.
| CIM-10                                       | DSM-IV | DSM-5                                  | CFTMEA                                                                             |
| -------------------------------------------- | ------ | -------------------------------------- | ---------------------------------------------------------------------------------- |
| Troubles envahissants du développement - TED | TED    | Troubles du spectre de l'autisme - TSA | Troubles envahissants du développement - Psychoses précoces                        |
| NC                                           | NC     | Inclus dans les TSA                    | Dysharmonie multiple et complexe du développement (MCDD) - Dysharmonie psychotique |

Dans le cadre d'une étude de la validité de cette classification médicale et de sa correspondance avec la CIM-10 publiée en 2011, le pédopsychiatre Guillaume Corduan a reconsidéré le diagnostic de 47 enfants antérieurement diagnostiqués comme DP. Il souligne qu'il n'est pas possible d'établir d'équivalence entre la DP et la CIM-10, et note que « la DP semble recouvrir un éventail de pathologies, particulièrement dans le spectre autistique ».

## Critiques
En 2004, le psychiatre cognitiviste Laurent Mottron a critiqué la notion de dysharmonie, diagnostic qu'il estime être posé au détriment de celui du syndrome d'Asperger, conséquence de la mainmise des psychanalystes en matière de classifications médicales dans le domaine de l'autisme en France : 

« les milieux de santé français tardent à reconnaître les troubles envahissants du développement sans déficience intellectuelle, alors que cette catégorie est reconnue dans les milieux scientifiques depuis la fin des années quatre-vingt. Ce retard se manifeste par une réticence, en présence d’une personne d’intelligence normale, à poser le diagnostic d'autisme ou celui de syndrome d'Asperger, au profit de diverses appellations comme « traits autistiques », « psychoses infantiles » ou « syndrome sémantique pragmatique ». Du fait de l’usage en France d’une nosographie des troubles psychiatriques du développement sans équivalent dans le reste du monde, les personnes atteintes de ces handicaps s’y retrouvent sous des appellations qui ne font pas le lien avec les TED, dont la plus connue est « dysharmonie d’évolution ». »

De même, le directeur de recherches au CNRS Franck Ramus critique la notion psychanalytique de « psychose de l'enfant », et postule sur la base de la comparaison de l'épidémiologie de l'autisme en France et dans les autres pays que de nombreuses personnes autistes qui consultent un professionnel de santé en France sont faussement diagnostiquées comme « psychotiques ». Par ailleurs, il rappelle que les théories psychanalytiques employées pour décrire les dysharmonies n’ont jamais été validées par la science : « les enfants avec troubles spécifiques du langage ou des apprentissages (dyslexie, dyscalculie, dysphasie, dyspraxie, et autres troubles dits « dys ») et leurs familles ont été victimes des mêmes théories et des mêmes pratiques que les enfants autistes : mère trop distante ou trop fusionnelle, père pas assez présent, complexe d'Œdipe mal résolu, « secret familial », absence de « désir de parler », manifestation d'une souffrance, dysharmonie, psychose... ». Marie Freeman, l'une des auteurs de l'ouvrage collectif À la découverte de l'autisme, estime que les diagnostics de dysharmonies sont obsolètes et erronés, et qu'ils ne devraient plus être posés.